# Rio Grande (Schiff, 1939)
Die Rio Grande kam als viertes Schiff der Belgrano-Klasse im Frühjahr 1939 in den Dienst der Hamburg Süd. Nach Kriegsbeginn wurde das in Rio Grande do Sul liegende Schiff für die Versorgung deutscher Handelsstörer vorgesehen. Im Oktober 1940 verließ sie den brasilianischen Hafen und versorgte den Hilfskreuzer Thor im Atlantik. Mit 368 vom Hilfskreuzer übernommenen Gefangenen erreichte sie am 13. Dezember 1940 Bordeaux.
Die Rio Grande lief im Herbst 1941 als Blockadebrecher nach Japan. Nach erfolgreicher Rückkehr wiederholte sie im Herbst 1942 die Blockadefahrt und erreichte Weihnachten 1942 erneut Kōbe. Am 4. Oktober 1943 startete sie zur Rückreise in Japan. Im Atlantik von einer amerikanischen Suchgruppe entdeckt, versenkte sie sich am 4. Januar 1944 selbst. An Bord ertrank ein zurückgelassener Häftling in seiner Zelle.
Im Jahr 2018 wurden an der Nordostküste Brasiliens über 200 kistenartige Gegenstände angeschwemmt, deren Ursprung nicht klar war. Nach intensiven historischen Forschungen des Instituto de Ciências do Mar (Labomar) da Universidade Federal do Ceará (UFC) wurde festgestellt, dass diese der gesunkenen Rio Grande zugeordnet werden konnten. Der leitende Professor des Institutes bestätigte, das man nach entsprechenden ozeanografischen Simulationen zu 99 % sicher ist, woher diese Kisten stammen. Bei den sogenannten Kisten, die noch im Jahr 2021 – wie die Jahre zuvor, in der zweiten Jahreshälfte – an Brasiliens Strände angeschwemmt wurden, handelt es sich in Wahrheit um Kautschukballen.
Die Ölverschmutzung vom August–Oktober 2019 an der Nordostküste Brasiliens wird ebenso in diesem Zusammenhang gesehen.

## Baugeschichte
Am 2. Oktober 1936 wurde die Belgrano, das Typschiff der Serie, von der Hamburg-Süd in Dienst gestellt. Es war der erste Neubau der im September gerade reprivatisierten Reederei nach fünf Jahren. Das 136 m lange Motorschiff war auf der Hamburger Howaldtswerft entstanden, die bis 1943 noch fünf weitere Schiffe dieses Typs (Montevideo, Elsa Essberger, Rio Grande, Paranaguá und Florianopolis) für die Hamburg-Süd fertigstellte. Angetrieben wurden die Schiffe von einem 3350 PS starken MAN-Diesel und erreichten eine Dienstgeschwindigkeit von 13 Knoten. Neben der Hamburger Werft stellte die Flensburger Schiffbau-Gesellschaft im Oktober 1936 noch die Porto Alegre als zweites Schiff des Typs und der Bremer Vulkan im August 1939 mit der Florida das sechste und letzte Vorkriegsschiff für die Hamburg-Süd her.
Der Versuch während des Krieges weitere Schiffe durch Werften in den besetzten Ländern bauen zu lassen, war nur im Fall der eigentlich in Bremen bestellten Esmeralda erfolgreich, die im Juni 1944 in Amsterdam fertiggestellt wurde.
In den Niederlanden wurde 1947 auch das letzte Schiff des Typs für Jugoslawien als Makedonija fertiggestellt. Sie war während des Kriegs mit der im Oktober 1943 fertiggestellten Florianopolis bei Howaldt in Hamburg als Victoria in Bau, aber während der Endausrüstung durch Bombentreffer schwer beschädigt worden und wurde dann nach Kriegsende zur Reparatur und Fertigstellung in die Niederlande geschleppt.
Die ersten Neubauten der Hamburg-Süd nach dem Zweiten Weltkrieg, die Santa-Klasse (Santa Ursula, Santa Elena, Santa Isabel, Santa Catarina), waren Nachbauten der bewährten Belgrano-Klasse und wurde auch bei den Howaldtswerken in Hamburg von 1950 bis 1953 gebaut. Im Gegensatz zu den Schiffen der ursprünglichen Serie verfügten sie aber über Einrichtungen für 24 bis 26 Passagiere.

## Einsatzgeschichte
Die unter der Baunummer 777 im April 1938 bei Howaldt in Hamburg in Auftrag gegebene Rio Grande war das vierte Schiff der Klasse dieser Werft nach der Belgrano, der Montevideo (BNr. 751/2), die Ende 1936 fertig wurden und der im März 1938 für die Reederei John T. Essberger fertiggestellten Elsa Essberger (BNr. 765).
Die Rio Grande war das zweite Schiff der Reederei, das nach der südbrasilianischen Stadt Rio Grande benannt war, nach der 1905 in Dienst genommenen 4556 BRT großen Rio Grande, die 1917 durch Brasilien in Belém beschlagnahmt wurde und als Benevente und Duque de Caxias noch bis 1963 in Fahrt blieb.
Die Rio Grande lief am 17. Januar 1939 vom Stapel, wurde am 29. April von der Hamburg-Süd abgenommen und dann im Frachtdienst nach Südamerika eingesetzt. Bei Kriegsausbruch befand sie sich in Rio Grande do Sul und wurde von der Etappe in Brasilien als möglicher Versorger für deutsche Handelsstörer vorgesehen. Neben der Rio Grande befand sich auch ihr Schwesterschiff Montevideo in dem brasilianischen Hafen, das auf Veranlassung einer britischen Bank im September 1939 an die Kette gelegt und schließlich von Brasilien übernommen wurde. Das in Santos liegende Schwesterschiff Porto Alegre lief am 14. September 1939 zum (erfolgreichen) Durchbruch in die Heimat aus. Bis Februar 1940 versuchten insgesamt 15 Schiffe der Hamburg-Süd aus Brasilien nach Deutschland zu entkommen, was zehn Schiffen auch gelang.

### Versorgung aus Brasilien
Der erste Einsatz eines Versorgungsschiffes von der Etappe Brasilien erfolgte Ende Mai 1940, als das Motorschiff Königsberg des NDL mit 1280 t Diesel Belem verließ, um für die Hilfskreuzer Orion und Widder, die viel Treibstoff brauchten, zur Verfügung zu stehen. Die Widder traf am 5. Juni die Königsberg, die Nahrungsmittel brachte und im Gegenzug Treibstoff erhielt, um den Durchbruch in den deutschen Machtbereich zu versuchen. Um einer Kaperung durch einen französischen Hilfskreuzer zu entgehen, versenkte die Besatzung das Schiff dann vor Vigo. Die Versorgung der beiden Hilfskreuzer erfolgte überwiegend durch deutsche Tanker, die von den Kanaren zu den Hilfskreuzern stießen.
Am 31. Oktober 1940 lief dann auch die Rio Grande aus ihrem brasilianischen Schutzhafen aus, um den inzwischen im Mittelatlantik operierenden Hilfskreuzer Thor zu versorgen, der inzwischen acht Schiffe gekapert hatte und von diesen 368 Gefangene an Bord hatte. Die beiden Schiffe trafen sich vom 9. bis 16. November und die Rio Grande gab überflüssige Versorgungsgüter und Treibstoff an den Hilfskreuzer ab und übernahm 364 Gefangene. Nur die Kapitäne der vier versenkten britischen Schiffe behielt der Kommandant der Thor, Kapitän zur See Otto Kähler, an Bord, um den Gefangenen keine möglichen Führer zu geben. Die Rio Grande gab sich bei dem Treffen und in der Folge als ihr Schwesterschiff Belgrano aus, um den Eindruck gegenüber den Gefangenen zu erwecken, das Versorgungsschiff habe aus Deutschland den Hilfskreuzer erreicht und nicht aus dem neutralen Brasilien. Mit einer kleinen militärischen Besatzung verstärkt, lief die Rio Grande bis zum 13. Dezember nach Bordeaux. Die 89-köpfige Besatzung der des Walfang-Fabrikschiffes Kosmos, das von der Thor am 26. September 1940 versenkt worden war, wurde im Mai 1941 in ihre Heimat entlassen.

### Einsatz als Blockadebrecher
Am 21. September 1941 lief die Rio Grande aus Bordeaux nach Japan als zweiter Blockadebrecher aus. Vor ihr war der Tanker Benno (die norwegische Prise Ole Jacob) am 30. August in Marsch gesetzt worden, der unterwegs Versorgungsaufgaben erledigen sollte. Die Rio Grande unter Kapitän von Allwörden erreichte am 6. Dezember ihr Ziel Osaka
Am 31. Januar 1941 verließ sie Japan wieder mit einer Ladung Rohgummi und kleineren Mengen anderer Güter und erreiche Bordeaux am 10. April. Am 30. September 1942 lief sie dann zu ihrer zweiten Fahrt nach Japan aus und erreichte Japan am 24. Dezember. Schon am 28. Januar 1943 begann ihre erneute Rückfahrt, die allerdings abgebrochen werden musste.
Der endgültige Beginn ihrer letzten Reise war dann der 4. Oktober 1943, als sie Yokohama verließ. Sie gehörte zur letzten Welle deutscher Überwasser-Blockadebrecher. Vor ihr hatte die Osorno Kobe am 2. Oktober verlassen, die als letzter deutscher Blockadebrecher am 26. Dezember 1943 die Gironde erreichte. Sie riss sich allerdings am Wrack des Sperrbrechers 21 den Rumpf auf und musste mit einem zwölf Meter langen Riss auf den Strand gesetzt werden, um wenigstens die wertvolle Ladung zu retten.

Die Alsterufer verließ am 4. Oktober Kobe und wurde am 27. Dezember im Nordatlantik von britischen Sunderlands entdeckt und beobachtet. Eine Liberator der 311.(tschechischen) Staffel der Royal Air Force setzte den Blockadebrecher in Brand. Nach weiteren Luftangriffen versenkte die Besatzung ihr Schiff. Die Rettungsboote wurden von einer kanadischen Geleitgruppe aufgenommen.
Drei Wochen nach den ersten drei Schiffen begaben sich dann noch die Weserland (ex Ermland) und die Burgenland am 26. Oktober aus Yokohama auf die Reise nach Europa. Am Neujahrstag 1944 entdeckte eine auf Ascension gestartete Consolidated PB4Y-1 Liberator die Weserland, die versuchte das Flugzeug abzuschießen. Von weiteren Flugzeugen wiedergefunden, versenkte am frühen Morgen des 3. Januar der herangeführte US-amerikanische Zerstörer Somers den Blockadebrecher auf der Position 17° S, 21° W zwischen Ascension und der brasilianischen Küste. Fünf Männer starben, die 134 Überlebenden der Weserland wurden von der Somers an Bord genommen, die wegen neuer Aufgaben zur brasilianischen Küste zurücklief.

### Das Ende derRio Grande
Die Rio Grande, die ihren Marsch durch einen längeren Aufenthalt im Seegebiet bei 48°S – 25°W verzögert hatte, wurde von einem Bordflugzeug des Kreuzers Omaha entdeckt und von der Omaha und dem Zerstörer Jouett verfolgt und gestellt. Die Besatzung des Blockadebrechers leitete die Selbstversenkung ein. Die Amerikaner zwangen die das Schiff verlassende Besatzung mit Feuer aus ihren leichten Waffen wieder an Bord, ließen nach der Explosion der Selbstversenkungs-Sprengsätze aber die Räumung des Rio Grande geschehen. Mit ihren Rettungsbooten nahmen die Deutschen Kurs auf die 540 Meilen entfernte brasilianische Küste, während das Schiff auf der Position 6° 40′ S, 25° 39′ W am 4. Januar 1944 sank.

Die Omaha und die Jouett setzten ihre Suche nach deutschen Blockadebrechern fort und stellten am folgenden Tag noch die Burgenland, die bereits am 4. von einer Martin PBM Mariner aus Recife entdeckt worden war und sich auf 5° 0′ S, 25° 0′ W versenkte, als sie von Omaha und Jouett eingeholt wurde.
Der Blimp K-36 der US Navy entdeckte drei Rettungsboote 240 Meilen südlich von Fernando de Noronha und führte den Kreuzer Marblehead heran, der 72 Überlebende der Rio Grande auf der Position 7° 45′ 0″ S, 33° 0′ 0″ W aufnahm. Ein weiteres Rettungsboot erreichte am 11. Januar mit 22 weiteren Überlebenden die brasilianische Küste nahe Fortaleza, die dann von der brasilianischen Armee interniert wurden. Die intensive Suche nach den deutschen Blockadebrechern wurde wesentlich von den Ergebnissen der britischen ULTRA-Funkaufklärung gestützt. Nachdem das Luftschiff K-98 am 18. Februar 1944 von der Kautschukladung treibende Ballen entdeckt hatte, wurden große Teile aus dem Meer gefischt, weitere Ballen wurden an die Küste getrieben.

Das Team um Wrackforscher David Mearns entdeckte das Wrack der Rio Grande als eines der tiefsten je gefundenen Wracks in 5762 m Tiefe.

### Der Tote auf derRio Grande
Als die Besatzung die Rio Grande verließ, wurde auf dem Schiff ein deutscher Gefangener zurückgelassen. Der Matrose Alfred Poweleit ging, in eine Zelle eingeschlossen, mit der Rio Grande unter.
Der Marineattaché an der deutschen Botschaft in Tokio und Deutscher Admiral Ostasien, Paul Wenneker, befahl 1943 den Kapitänen auslaufender Blockadebrecher, die ihnen zur Aburteilung in der Heimat mitgegebenen Häftlinge mit dem Schiff untergehen zu lassen, falls es zur Selbstversenkung käme.
Poweleit, wegen „unerlaubter Entfernung von der Truppe“ und Proviantdiebstahls vorbestraft, war im Herbst 1942 auf die Rio Grande versetzt worden. Ihn belastete, dass er sich am Schwarzhandel mit 250 Uhren beteiligt hatte. Die Japaner wünschten angeblich seine Entfernung aus Japan.
Am 25. Februar 1966 stellte ein Hamburger Schwurgericht nach mehrtägiger Verhandlung das Verfahren gegen den wegen Mordes angeklagten Paul Wenneker ein. Wenneker, so erkannte das Gericht, habe sich nicht des Mordes, sondern des Totschlags schuldig gemacht. Der aber sei verjährt. Der Kapitän der Rio Grande, Heinrich von Allwörden, wurde freigesprochen. Der 5. Strafsenat des Bundesgerichtshofes (BGH) bestätigte nicht nur die Einstellung des Verfahrens gegen Paul Wenneker: Der Senat sprach Wenneker frei.

### Rio Grandein Literatur
Im 1958 erschienenen Buch von Jochen Brennecke Schwarze Schiffe, Weite See. Die geheimnisvollen Fahrten deutscher Blockadebrecher. sind der Rio Grande 25 Seiten gewidmet. Es erschien 1969, 1974, 1981 und 1989 bei verschiedenen Verlagen erneut. Brennecke veröffentlichte den Teil über das Schiff mit romanesken Hafen-Anekdoten angereichert unter Pseudonym Jens Janssen 1959 in der Heftromanreihe SOS – Schicksale deutscher Schiffe mit dem Titel Aller schlechter Dinge waren drei. Versorger für Hilfskreuzer Thor. Motorschiff Rio Grande erneut. 1978 erschien die Geschichte in der Reihe erneut. Dabei änderte man nur den Titel in Fahrt ins Ungewisse und ließ den Autorennamen weg. Den gekürzten Text fasste man mit einer anderen Geschichte zu einem Heft zusammen. Bei Brenneckes Texten zur Rio Grande handelt es sich um fiktionale Texte, in denen auch die Versenkung des Schiffes fehlt.